# Угра (национални парк)
Угра (рус. Национальный парк Угра) је национални парк у централној Русији, налази се у Калушкој области, у долини реке Угре. Основан је 10. фебруара 1997. године да заштити типичне пејзаже централне Русије. У 2002. години, проглашен је за Унесков резерват биосфере. Седиште националног парка је у Калуги.

## Географија
Укупна површина парка је 986,245 km². Састоји се од седам кластера груписаних у три области,
- Северни део обухвата долину Угре од границе са Смоленском облашћу низводно до села Курвоскоје. Овај део се простире кроз три рејона: Дзержински, Износковски и Јухновски;
- Јужни део обухвата долину реке Жиздре све до њеног ушћа;;
- Воротиншки део, најмањи од сва три, окружује село Воротинск.

Неки од сисара које се срећу у парку су: лос, дивља свиња, срна, европски дабар, и бизамски пацов. Сибирска воденкртица је угрожена врста која живи у језерским подручјима унутар парка.

## Туризам
Реке у парку су популарне за кајак.
Парк се налази у историјском подручју значајним бројем културних атракција које обухватају манастир Оптину као и место Велике битке на Угри која се 1480. године одиграла између армија Велике московске кнежевине и Златне хорде.